# 貝格爾米爾
貝格爾米爾（英語： Bergelmir）。在北歐神話中，他是瑟洛特格爾密爾（Þruðgelmir）的兒子，（Ymir）的孫子。
當北歐諸神打敗巨人尤彌爾，他的血淹死了大部分的巨人，只有貝格爾米爾和他的妻子逃過一劫。他們兩乘著小船逃到約頓海姆（Jothuheim），他們就是霜巨人的祖先。